# Kristina Brenner
Kristina Brenner (* 20. Juli 1990) ist eine ehemalige deutsche Fußballspielerin. Sie spielte für den 1. FFC Frankfurt und den Hamburger SV in der Frauen-Bundesliga und war Junioren-Nationalspielerin.

## Karriere
Brenner debütierte mit 18 Jahren am 26. Oktober 2008 für den 1. FFC Frankfurt in der Frauen-Bundesliga. Gleich in ihrem ersten Spiel gelang ihr ein Hattrick beim 5:0-Sieg gegen den Hamburger Sportverein. Bis zum Saisonende folgten für den FFC Frankfurt noch acht weitere Bundesligaspiele sowie ein Einsatz im UEFA Women’s Cup. Nach Abitur (2010) und längerer Verletzung wechselte sie zur Saison 2011/12 zum Hamburger SV, für den sie zehnmal in der Bundesliga sowie dreimal im DFB-Pokal zum Einsatz kam. 
Nach dem Rückzug des HSV aus der Bundesliga ging sie 2012 zurück nach Frankfurt. Sie schloss sich Eintracht Frankfurt an und spielte in der Regionalliga Süd. Ihre letzte Station im Fußball hatte sie in der Saison 2015/16 beim TSV Schott Mainz in der 2. Bundesliga.
Brenner kam einmal für die U19-Nationalmannschaft zum Einsatz: am 27. Mai 2009 wurde sie im Testspiel gegen Australien zur zweiten Halbzeit eingewechselt.